# Lyukó
Lyukó (szerbül: Ljukovo, Љуково) település Szerbiában, a Vajdaságban, a Szerémségi körzetben, Ingyia községben.

## Demográfiai változások
| 1948 | 1953 | 1961 | 1971 | 1981 | 1991 | 2002 |
| ---- | ---- | ---- | ---- | ---- | ---- | ---- |
| 486  | 570  | 897  | 967  | 1191 | 1301 | 1604 |